# Unione Generale dei Lavoratori Ebrei
L'Unione generale dei lavoratori ebrei della Lituania, Polonia e Russia (in yiddish אלגעמיינער ײדישער ארבעטער־בונד אין ליטע, פוילן און רוסלאנד‎?, Algemayner yidisher arbeter-bund in Lite, Poylen un Rusland, in russo Всеобщий еврейский рабочий союз в Литве, Польше и России?), generalmente conosciuto con il nome di Der Bund (Yiddish: דער בונד, dal tedesco Bund: la federazione, unione, lega), è stato un movimento socialista ebraico creato alla fine del XIX secolo nell'Impero russo.

## Storia

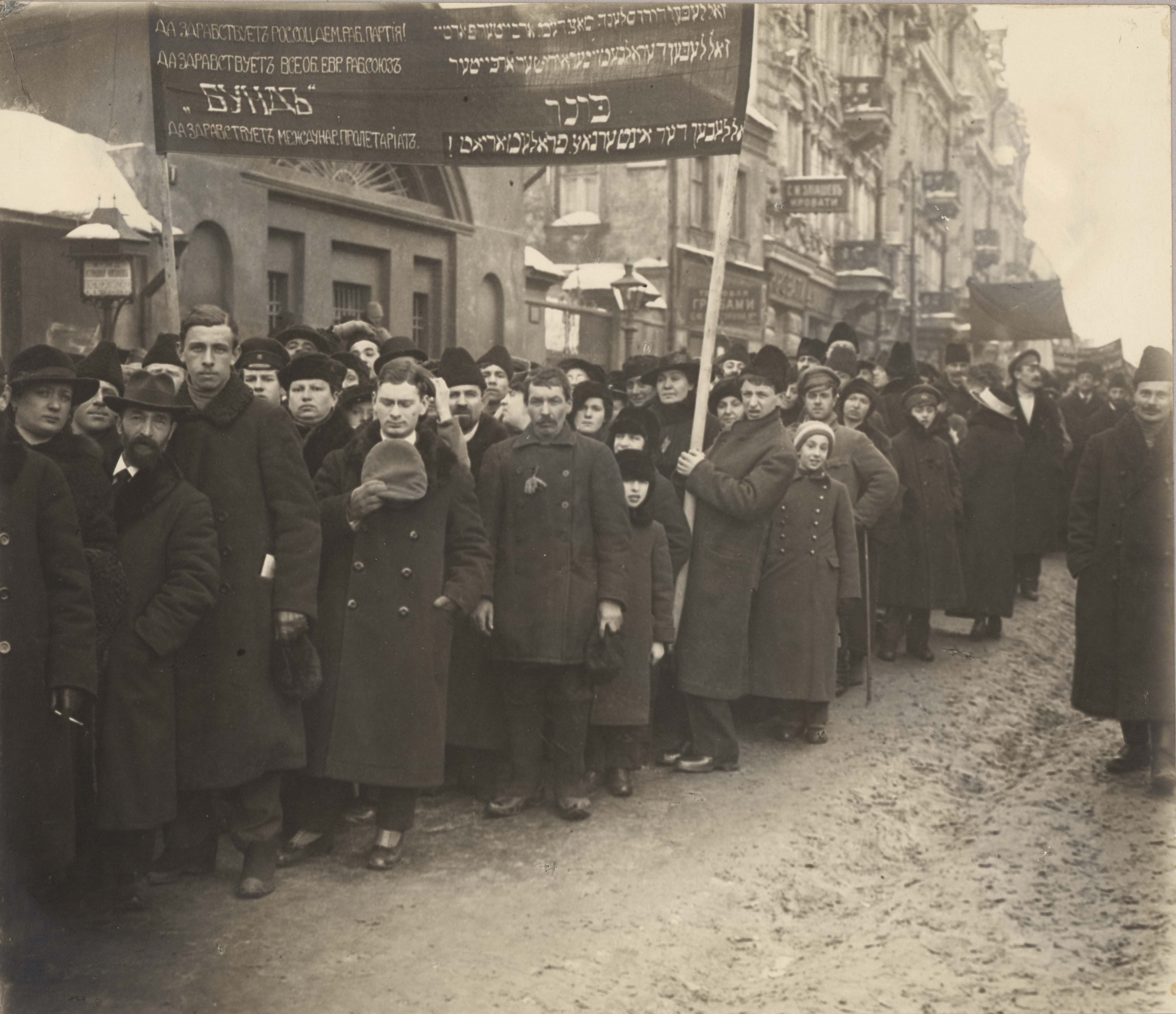
Una manifestazione del Bund nel 1917

Il Bund fu fondato a Vilnius (in yiddish: ווילנע Vilne) il 7 ottobre 1897. Il suo obiettivo era l'unificazione di tutti i lavoratori ebrei dell'Impero russo sotto un unico partito socialista. 
L'Impero russo a quel tempo includeva la Lituania, la Lettonia, la Bielorussia, l'Ucraina e parte della Polonia, dove viveva la maggior parte della popolazione ebraica a seguito della creazione della cosiddetta zona di residenza. Il Bund cercò di allearsi con il movimento socialdemocratico russo per la realizzazione di una società democratica e socialista, e per ottenere il riconoscimento giuridico degli ebrei come minoranza nazionale.
Il Bund era un partito socialista laico che si opponeva alla tradizionale vita ebraica ortodossa in Russia. Nel 1898 a Minsk entrò a far parte del Partito Operaio Socialdemocratico Russo (POSDR). Per i primi cinque anni fu riconosciuto come unico rappresentante dei lavoratori ebrei nel POSDR, anche se molti socialisti ebrei si iscrissero direttamente al POSDR. Nel 1901 la parola "Lituania" (ליטע Lite) fu aggiunta al nome del partito, in quanto Vilne era la capitale culturale dello Yiddishland, la regione europea di maggior diffusione della lingua yiddish, e la città di origine del Bund. Nell'agosto 1903, durante il II Congresso del POSDR a Bruxelles e Londra, il Bund espresse una posizione autonoma all'interno del Partito Operaio e fu respinto sotto la pressione dei bolscevichi; di conseguenza, lasciarono il Congresso i cinque rappresentanti del Bund: Vladimir Kossowsky (וולאדימיר קאָסאָווסקי), Arkadi Kremer (ארקאדי קרעמער), Michail Liber (מיכאיל ליבער גאָלדמאן), Vladimir Medem (וולאדימיר מעדעם) e Noah Portnoy (נֹעה פּאָרטנוי).
Nell'aprile del 1906, durante il IV Congresso a Stoccolma, il Bund rientra nel POSDR con il sostegno dei menscevichi. Durante la Rivoluzione del 1905 il Bund fu la forza trainante nelle zone polacche dell'impero. Negli anni successivi perse progressivamente seguito. Nel periodo 1909-1910 cercò di concentrarsi sulle problematiche del lavoro organizzando diversi scioperi. Nel 1912, dopo la scissione del POSDR il Bund diventò parte della federazione creata dai menscevichi. Il Bund accolse con favore la Rivoluzione di febbraio del 1917, ma non sostenne la Rivoluzione d'ottobre, in cui i bolscevichi presero il potere.
Con la guerra civile russa e l'aumento dei pogrom antisemiti dei nazionalisti e dell'Armata Bianca, il Bund fu costretto a riconoscere il nuovo governo sovietico ed i suoi militanti combatterono in gran numero nell'Armata Rossa. Il Bund ha avuto anche alcuni eletti a livello locale. Durante la Rivoluzione d'ottobre 1917 e la successiva guerra civile russa, il sindaco D. Lipets della città Ucraina di Berdychiv (53.728 abitanti, l'80% dei quali erano ebrei nel censimento del 1897) è stato un bundista. Dopo la dissoluzione dell'Impero russo, il Bund rimasto nell'area russa tenne una conferenza (la dodicesima Conferenza del Bund) il 12-19 aprile 1920 a Homel'. Il partito si divise in due, la maggioranza comunista (Kombund) e la minoranza socialdemocratica.
Nel 1921, il Bund comunista si sciolse ed i suoi membri entrarono nel Partito Comunista. Nel 1923 cessò di esistere l'ultimo gruppo bundista nella Russia sovietica. Molti ex bundisti morirono durante le purghe staliniane degli anni 1930. Durante la seconda guerra mondiale il Bund continua ad operare in maniera clandestina in Polonia. Nel 1942, il bundista Marek Edelman fu cofondatore dell'Organizzazione Combattente Ebraica (yiddish: יידישע קאמף אָרגאניזאציע Jidische Kamf Organizatzie; polacco: Żydowska Organizacja Bojowa) che guidò la rivolta del ghetto di Varsavia, e fu anche fautore del movimento di resistenza polacca. Il Bund polacco continuò la sua attività fino al 1948. Oggi l'eredità bundista è rappresentata attraverso il Bund Ebraico Internazionale (yiddish: אינטערנאציאָנאלער יידישער בונד; Internationaler Jidisher Bund; inglese: International Jewish Bund).

## Prospettive politiche
Il Bund si oppose con forza al sionismo e promosse l'uso dello yiddish come lingua nazionale ebraica.
Il Bund raccolse sostegno soprattutto tra gli artigiani e i lavoratori ebrei ma anche fra la crescente intellighenzia ebraica.
Si unì al Sion Poalei.
Secondo Felice Besostri, “il Bund era un movimento laico che chiedeva il riconoscimento di un nazionalismo culturale a sé, ma non era riconosciuto in quanto privo di una territorialità. Se però la rivoluzione mirava ad assimilare i cittadini in una società socialista, non aveva senso agli occhi dei dirigenti parlare di un carattere nazionale specifico”.